# Sloane Square
Sloane Square – stacja metra londyńskiego na terenie Royal Borough of Kensington and Chelsea, leżąca na trasie dwóch linii płytkiego metra: District Line oraz Circle Line. Została oddana do użytku w 1868 roku. Położona w południowo-wschodniej części zazielenionego placu o tej nazwie.
Należy do pierwszej strefy biletowej. Według danych za rok 2007, korzysta z niej ok. 13,91 mln pasażerów rocznie.

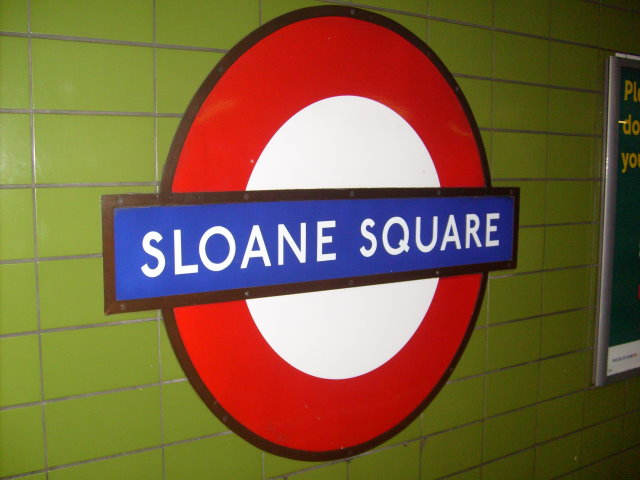
Logo stacji
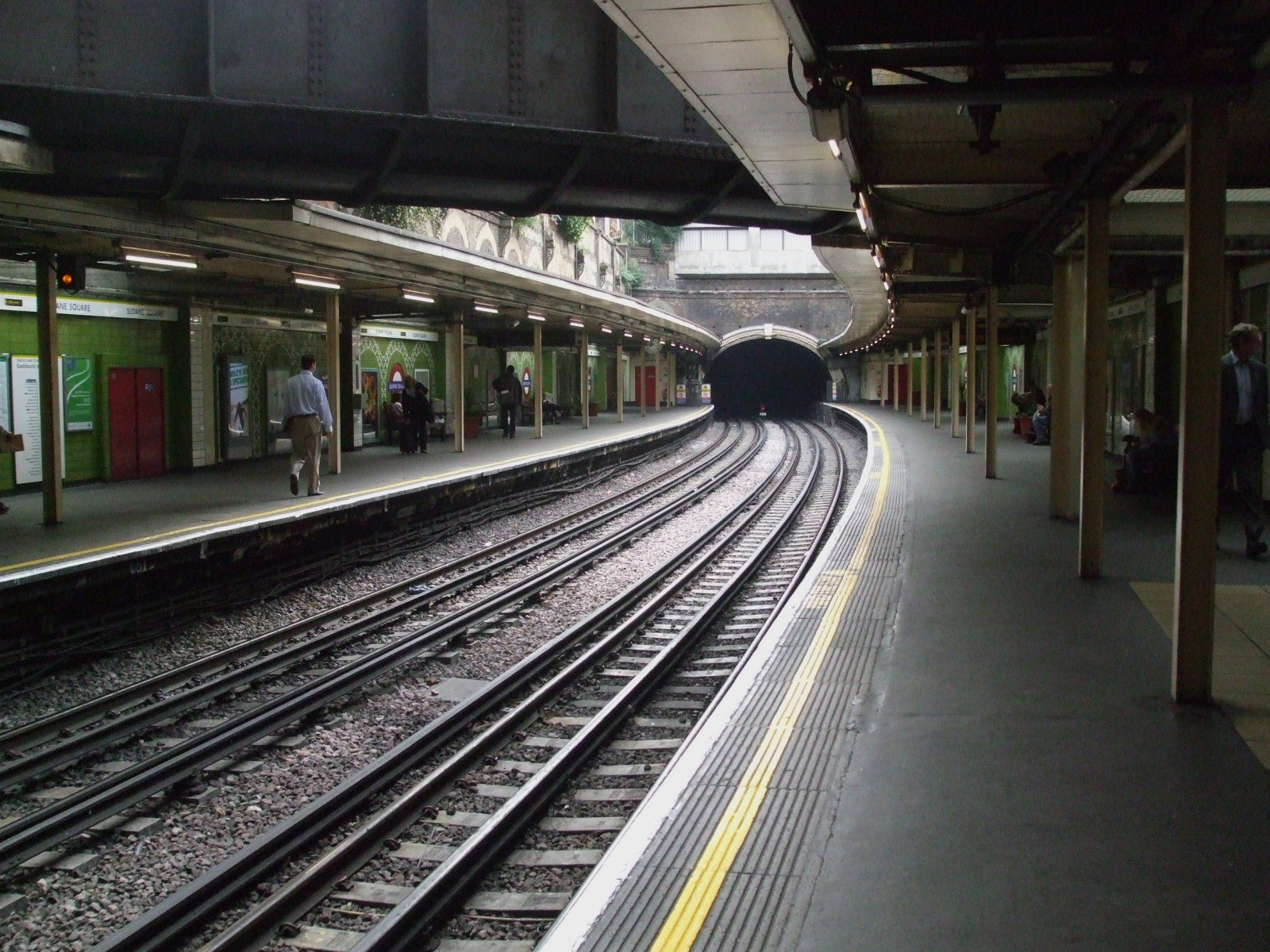
Perony